# 蒙蒂塞洛 (阿肯色州)
蒙蒂塞洛（英語：Monticello）是一個位於美國阿肯色州德魯縣的城市。根據2020年美國人口普查，該地人口為8442人，而該地的面積約為27.82平方千米。同時該地也是德魯縣的縣治。

## 地理
蒙蒂塞洛的座標為33°37′38″N 91°47′38″W / 33.62722°N 91.79389°W，而該地的平均海拔高度為89米（即292英尺）。